# Varanus tristis
Espèce
Synonymes
- Monitor tristis Schlegel, 1839
- Varanus punctatus orientalis Fry, 1913

Statut CITES
Le Varan moucheté, Varanus tristis, est une espèce de sauriens de la famille des Varanidae.

## Répartition
Cette espèce est endémique d'Australie. Elle se rencontre en Nouvelle-Galles du Sud, dans le Territoire du Nord, au Queensland, en Australie-Méridionale et en Australie-Occidentale.

## Liste des sous-espèces
Selon The Reptile Database (20 avril 2012) :
- Varanus tristis orientalis Fry, 1913
- Varanus tristis tristis (Schlegel, 1839)

## Publications originales
- Fry, 1913 : On a Varanus and a frog from Burnett River, Queensland, and a revision of the variations in Limnodynastes dorsalis Gray. Records of the Australian Museum, vol. 10, p. 17-34 (texte intégral).
- Schlegel, 1839 : Abbildungen neuer oder unvollständig bekannter Amphibien, nach der Natur oder dem Leben entworfen und mit einem erläuternden Texte begleitet. Arne and Co., Düsseldorf, p. 1-141 (texte intégral).